# یواس‌اس پسیک (۱۸۶۲)
یواس‌اس پسیک (۱۸۶۲) (به انگلیسی: USS Passaic (1862)) یک کشتی بود که طول آن ۲۰۰ فوت (۶۱ متر) بود. این کشتی در سال ۱۸۶۲ ساخته شد.